# 艾米里歐·帕岡
艾米里歐·安立奎·帕岡（英語：Emilio Enrique Pagán，1991年5月7日—），為美國職棒大聯盟的投手，目前效力於辛辛那提紅人。他先前曾效力過水手、運動家、光芒、教士與雙城等隊。
2013年美國職棒大聯盟選秀，帕岡在第10輪被水手選中。

## 職業生涯

### 西雅圖水手
帕岡在小聯盟打拚了4年，並在2017年世界棒球經典賽代表波多黎各參賽。同年5月3日，帕岡成功登上大聯盟。該年他在大聯盟出賽34場比賽，拿下2勝3敗，防禦率3.22。

### 奧克蘭運動家
2017年11月15日，水手隊將帕岡交易到運動家，換來Alexander Campos和Ryon Healy。他在2018年季中一度被下放3A，不過之後又回到大聯盟。

### 坦帕灣光芒
2018年12月21日，光芒、運動家和遊騎兵發動三方交易。光芒隊得到帕岡、Rollie Lacy與2019年平衡選秀籤，運動家隊拿到朱利克森·普羅法，遊騎兵隊拿到Brock Burke、Kyle Bird、Yoel Espinal和Eli White，以及一些國際選秀簽約金。
2019年季初，帕岡從3A出發，並在布萊克·史涅爾受傷時登上大聯盟支援。他在球季中成為球隊的終結者，並拿下20次救援成功，防禦率2.31。

### 聖地牙哥教士
2020年2月8日，光芒隊將帕岡交易到教士隊，換來Manuel Margot和Logan Driscoll。儘管他剛開始在教士隊吞下4次救援失敗，不過他後來拿下10次救援成功，防禦率僅1.64。

### 明尼蘇達雙城
2022年4月7日，教士將帕岡、克里斯·帕達克和一名日後指定球員交易到雙城，換來Brent Rooker、泰洛·羅傑斯和現金。這年他拿下4勝6敗，防禦率4.43。
2023年1月13日，帕岡與雙城簽下1年350萬美元的合約。

## 外部連結
- 球員資訊和成績在MLB ，ESPN ，Retrosheet ，Baseball Reference ，Baseball Reference (Minors) ，Fangraphs ，The Baseball Cube （英文）